# Hatamoto

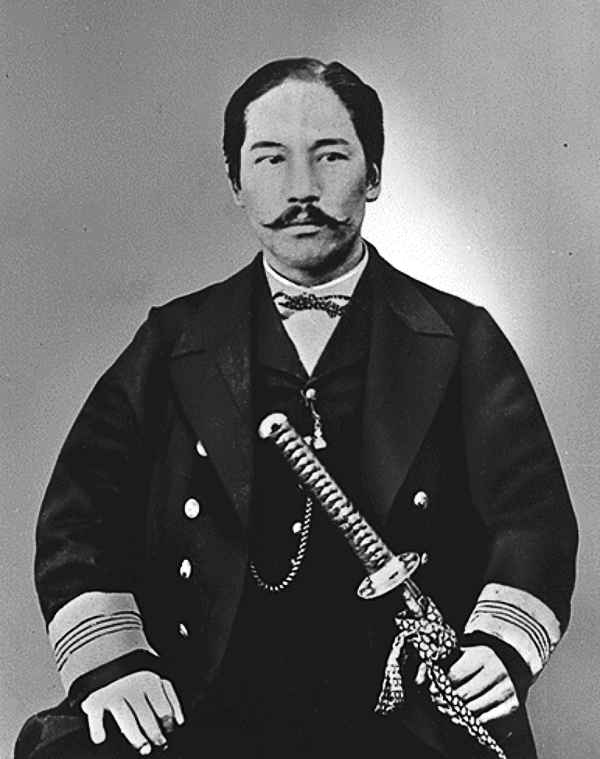
Takeaki Enomoto, hatamoto pozdního období Edo

Hatamoto (japonsky 旗本, česky „strážce praporu“ nebo „praporečník“) byl vysoce postavený samuraj v přímých službách šógunátu Tokugawa v období feudálního Japonska. Šógun v té době přímo ovládal nejvýznamnější města jako Edo, Kjóto, Ósaka nebo Nagasaki a vlastnil největší doly na zlato, stříbro a měď. Přímí vazalové šógunského rodu byli rozděleni do dvou kategorií, z nichž první skupinu tvořilo cca. 5 000 vazalů s hodností hatamoto. Ti nejvýznamnější z nich spravovali svá vlastní léna, ale s nižším výnosem, než odpovídal postavení knížat daimjó.
Zatímco všechny tři šógunáty v japonské historii měly oficiální zastánce, v prvních dvou byli označováni jako gokenin (御家人). Nicméně v období Edo byli hatamotové vyššími vazaly rodu Tokugawů a gokenin byli vazalové nižší úrovně. Nebyl mezi nimi pevně daný rozdíl z hlediska výše příjmu, ale hatamoto měl právo na audienci u šóguna (ome-mie idžó), zatímco gokenin nikoliv. Gokenin také pobírali pouze dědičné služné v rýži.
Slovo hatamoto doslova znamená „původ vlajky“, v japonštině se popisuje jako „ti, kteří střeží vlajku“ (na bojišti) a do češtiny se často překládá jako „praporečník“. Jiný termín pro hatamoto z období Edo byl džikisan hatamoto (直参旗本), někdy překládaný jako „šógunův přímý hatamoto“.

## Historie
Samotný pojem hatamoto vznikl v období Sengoku. Označovali se tak vládcovi přímí služebníci. Vládců, kteří měli své hatamoto, bylo mnoho. Nicméně roku 1600 za vlády Iejasu Tokugawy byl titul hatamoto institucionalizován jednotně pro celou japonskou říši.
Dle definice tokugawského šógunátu byli hatamotové strážci, kteří sloužili rodu Tokugawa od dob, kdy rod žil v Mikawě. Nicméně do řad hatamotů patřili i lidé mimo dědičné řady rodu Tokugawa. Patřily sem někteří pozůstalí z dříve poražených významných rodů, jako byli například Takeda, Hódžó nebo Imagawa. Titul hatamoto občas získávali i dědicové šlechticů, jejichž panství byla zkonfiskována, například Daigaku Asano, bratr Naganori Asana. To byli místní vládci v odlehlých částech Japonska, kteří nikdy nedosáhli na titul daimjó.
Proces udělení titulu hatamoto byl označován jako bakušin toritate (幕臣取立て).
Mnoho šlechticů s titulem hatamoto bojovalo v občanské válce Bošin, na obou stranách konflitku.
Po pádu šógunátu roku 1868 zůstali hatamotové věrní klanu Tokugawa a následovali je do vyhnanství v Šizuoce. Hatamotové ztratili svůj šlechtický status spolu s ostatními samuraji při abolici roku 1871.

## Hodnosti a role
Rozdělení na hatamoto a gokenin, zejména mezi hatamoto nižších hodností, nebylo nijak zvlášť pevné a titul hatamoto souvisel především s hodností než s výší příjmu.
Držitele titulu hatamoto lze rozdělit do dvou kategorií:
- kuramaitori pobírali své příjmy napřímo od šógunátu Tokugawů,
- džikatatori drželi půdu roztroušenou po celém Japonsku a která jim poskytovala obživu.

Dalším stupněm stavovského rozlišení mezi hatamoty byla třída kótai-joriai. To byli vůdcové hatamotských rodin, které držely provinční léna a měli povinnost trávit část roku u dvora (sankin-kótai), podobně jako daimjóové. Nicméně tito kótai-joriai byli mezi ostatními hatamoto velmi bohatí a tuto povinnost tak neměli všichni.
Hranice mezi vyššími hatamoto a knížaty daimjó, tedy přímými vazaly klanu Tokugawa, byla 10 000 koku. Pro hatamota s příjmem přibližně 8 000 koku nebo vyšším se používal výraz taišin hatamoto („větší hatamoto“).
Na počátku 18. století mělo hodnost hatamoto stále asi 5 000 samurajů, z nichž více než dvě třetiny měly příjem nižší než 400 koku a jen asi 100 vydělávalo 5 000 koku a více. Hatamoto s 500 koku měl 7 stálých nesamurajských služebníků, 2 bojovníky s mečerm, 1 kopiníka a 1 lučištníka. Při označování počtu hatamotů se v japonštině častou používal výraz „osmdesát tisíc hatamotů“ (japonsky 旗本八万旗, hatamoto hačimanhata), ale zpráva z roku 1722 uvádí jejich počet na přibližně 5 000 osob. Pokud přičteme všechny gokenin, tak jejich počet dosáhl přibližně 17 000.
Občas se stávalo, že šógunát některým hatamotům zvýšil příjem a byli povýšeni do hodnosti daimjó. Příkladem takového povýšení je klan Hajaši z Kaibuči (později známé jako panství Džózai), která začínala se statusem jikatatori hatamoto, později ale dosáhla na status daimjó a hrála významnou roli ve válce Bošin, přestože její panství bylo relativně malé (přibližně 10 000 koku).
Pokud žil hatamoto v Edu, tak se svou rodinou sídlil ve některé ze soukromých čtvrtí a dohlížel na policejní práci a bezpečnost. Muži z řad rodů se statusem hatamoto mohli v tokugawské správě zastávat nejrůznější funkce, včetně služby v policii, např. jako inspektoři (japonsky 与力, joriki), městští soudci nebo výběrčí daní a dalších pozic

## Známé osoby se statusem hatamoto
- Džidajú Koizumi
- Mandžiró Nakahama
- Tadasuke Óoka
- Kagemoto Tójama
- Kaišú Kacu
- Takeaki Enomoto
- Tošizó Hidžikata
- Naojuki Nagai

Statusu hatamoto ve výjimečných případech dosáhli i cizinci, například William Adams a Jan Joosten van Lodensteijn.

## Hatamoto a bojová umění
Hatamotové zaštiťovali rozvoj bojových umění zejména v období Edo. Často se podíleli na vedení dódžó v oblasti Eda i jinde v Japonsku. Největší podíl na přímem rozvoji bojových umění měli Munenori Jagjú a Teššú Jamaoka. Klan Munenori se stal dědičným instruktorem boje s mečem pro samotného šóguna.